# Skibet
Skibet – miasto w Danii, w regionie Dania Południowa, w gminie Vejle.